# Lepidiella spinosa
Lepidiella spinosa är en tvåvingeart som beskrevs av Freddy Bravo 2005. Lepidiella spinosa ingår i släktet Lepidiella och familjen fjärilsmyggor. Inga underarter finns listade i Catalogue of Life.